# Wonederful world on DEC 21
『wonederful world on DEC 21』（ワンダフル・ワールド・オン・ディセンバー・トウェンティー・ファースト）は、日本のバンド・Mr.Childrenの8作目の映像作品。2003年3月26日にトイズファクトリーよりDVDで発売された。

## 概要
デビュー10周年イヤーであった2002年、同年7月からホールツアー『TOUR 2002 DEAR WONDERFUL WORLD』、同年11月からはアリーナツアー『TOUR 2002 IT'S A WONDERFUL WORLD』の開催が決定。バンドとしては8年ぶりとなるホールツアーであったが、桜井和寿の小脳梗塞発症により全公演が急遽中止となった。
療養後、桜井の体調に問題が無いことが確認され、中止となった2つのツアーを総括した1夜限りのライブ『TOUR 2002 DEAR WONDERFUL WORLD IT'S A WONDERFUL WORLD ON DEC 21』が12月21日に横浜アリーナで開催された。本作はその模様を収録しているほか、本作からDVDのみの販売となった。
これまでMr.Childrenのライブ映像作品はMCや曲間をカットされることが多かったが、本作ではアンコール待ち以外がノーカットとなっている。当日はフジテレビ721で生中継された。
横浜アリーナ公演終了後、桜井と小林の間で「その後も会場が押さえられるんだったら、1月も何本かライブをやってみて、良かったものをDVDにするのはどうだろう」という話が出ていたが、鈴木英哉が猛反対。鈴木は「あの日のライブを一切手を加えず、編集もしないでそのまま残すということに、すごく潔さを感じていたんですよ」と語った。
「wonederful」とは「wonderful」と一夜限りの「one」を掛け合わせた造語で、ライブ当日は使用されず、本作のパッケージ化にあたって使われるようになった。また、公式サイトのLive欄においてもこの表記を採用している。監督は袴田晃司 (OORONG-SHA) と吉永龍樹が、アートディレクターは信藤三雄 (C.T.P.P.) が担当している。

## 演奏
- Mr.Children
  - 桜井和寿：Vocal & Guitar
  - 田原健一：Guitar
  - 中川敬輔：Bass
  - 鈴木英哉：Drums
- Support musician
  - 浦清英：Keyboard
  - 河口修二：Guitar,Chorus
  - SUNNY：Keyboard,Chorus

## 収録内容

### Disc 1
1. ＜OPENING＞
  - ツアーのオープニング映像の前に、1番途中までの「HERO」に乗せて、舞台裏と会場外の様子が流れる。
2. Dear wonderful world
  - スクリーンに独自の映像が映し出されているほか、桜井はアコースティックギターを担当している。
3. CENTER OF UNIVERSE
  - 初披露時では2番のサビ後、桜井はアコースティックギターを下ろしているが、今回は終始ギターを演奏している。当楽曲を最後までアコースティックギターを演奏しているのは、2025年8月現在、このライブのみである。
4. NOT FOUND
  - ライブでは初となる原曲キーでの演奏。
5. 名もなき詩
  - 1番のサビのほとんどを観客に歌わせている。
  - サポートメンバーの浦がアコーディオンを担当している。
6. 渇いたkiss
7. Drawing
  - ハンドマイクでの歌唱となっているほか、桜井は本曲で衣装替えしている。
8. つよがり
  - 1番まで原曲と異なるピアノとキーボード主体のアレンジ、2番からリズム隊が入ってくるアレンジとなっている。
9. ＜MC＞
  - メンバー・サポートメンバーを紹介。また、桜井が自身の病気発症時のエピソードを語っている。
10. 君が好き
  - 「クリスマススペシャルバージョン」という桜井の前置きで始まるが、楽曲にこれといったアレンジは施されておらず、照明や映像がそのようなテイストになっているだけとのこと。
11. youthful days
  - 原曲にはない前奏が追加されており、それ以降のライブでもこのアレンジで演奏されている。
12. ファスナー
  - 映像をバックに演奏。本映像にはHey! Say! JUMPのメンバーである有岡大貴が出演している[3]。
  - 中川敬輔は演奏に参加しておらず、田原健一がアコースティックギターを担当している。
13. Bird Cage
  - 原曲より前奏が長めとなっている。
14. ニシエヒガシエ
  - 前ツアー『MR.CHILDREN CONCERT TOUR POPSAURUS 2001』のアレンジを踏襲している。
15. LOVE はじめました
  - 間奏とアウトロが大きくアレンジされている。
  - CD音源とは桜井の歌い方が大きく異なっている。
16. ALIVE
  - 田原健一のギターが大幅にアレンジされている。
17. 終わりなき旅
18. 光の射す方へ
19. 虹の彼方へ（アンコール）
  - 1番のみの弾き語りバージョン。
  - 当初のセットリストには入っておらず、リハーサル時に桜井が「ここでお客さんと打ち解けたい」という理由で急遽メンバーに提案したという[4]。
20. Any（アンコール）
21. いつでも微笑みを（アンコール）
22. overture（アンコール）
23. 蘇生（アンコール）
24. It's a wonderful world（アンコール）
  - イントロで浦清英のキーボードの音が出ず、歌い出しの合図が入らないというトラブルが発生。そのため、歌の入りがやや曖昧になっている。
  - リハーサルの終盤、「『蘇生』と『HERO』の間に『It's a wonderful world』を入れてみたらどうか」と桜井が提案し、急遽この部分に入れられたという[4]。
25. HERO（アンコール）
  - 曲の演奏終了後にメンバー全員が前に出て挨拶する。
  - 挨拶後、「空風の帰り道」にのせて終演直後の舞台裏の映像が流れる。

### Disc 2 / special editions
1. HERO
  - ミュージック・ビデオ。
2. Dear wonderful world
  - ライブスクリーン用映像。
3. ファスナー
  - ライブスクリーン用映像。
  - 丹下紘希の作品をまとめたDVD『TANGE KOKI VIDEO COLLECTION』にも収録されている。
4. いつでも微笑みを
  - ライブスクリーン用映像。
5. It's a wonderful world
  - ライブスクリーン用映像。
6. talks & interview
  - 当日のライブ映像を観ながら、メンバーと小林武史が雑談形式にコメントしている。また、合間にメンバーのインタビューが挿入される。